# Xanthotype sospeta
Xanthotype sospeta är en fjärilsart som beskrevs av Dru Drury 1773. Xanthotype sospeta ingår i släktet Xanthotype och familjen mätare. Inga underarter finns listade i Catalogue of Life.